# Intendencia de San Salvador
La Intendencia de San Salvador fue una división administrativa del Imperio español, creada por Real Cédula el 17 de septiembre de 1785 dentro de la Capitanía General de Guatemala, tras las Reformas borbónicas en el siglo xviii, sustituyendo a la anterior Alcaldía Mayor de San Salvador y comprendiendo casi la mayor parte del territorio actual de El Salvador.
Está intendencia existió hasta 1821 cuando tras el restablecimiento de la constitución de Cádiz en el Imperio Español se la elevó al rango de provincia, durante su existencia sus autoridades hicieron frente a dos principales movimientos independentistas acaecidos en 1811 y 1814 respectivamente.

## Historia

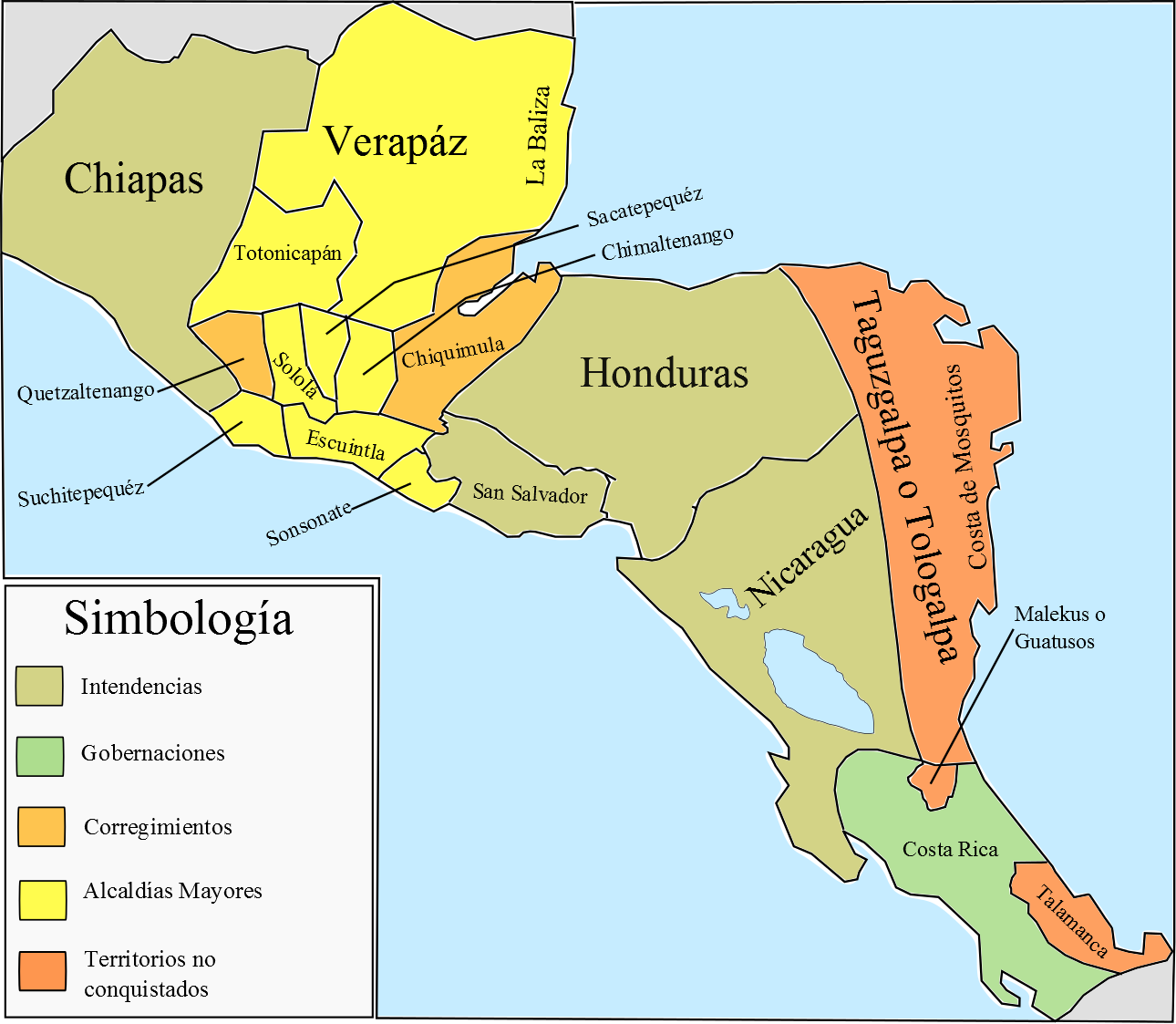
La intendencia de San Salvador y el resto de la Capitanía General de Guatemala a principios del siglo XIX

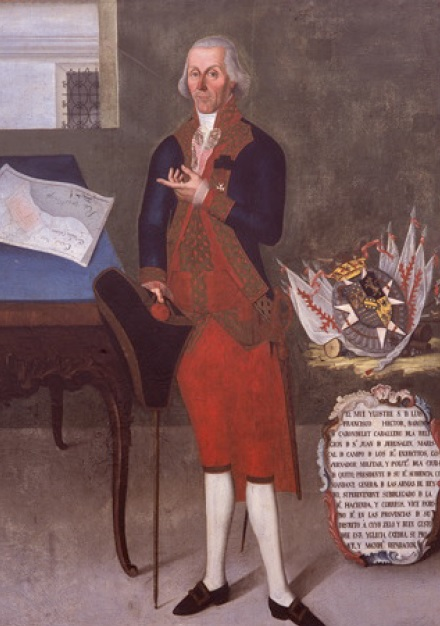
Francisco Luis Héctor de Carondelet, intendente de San Salvador de 1789 a 1791

### Finales delsigloXVIII(1785 - 1800)
La Intendencia de San Salvador fue creada por real cédula dada por el monarca Carlos III de España el 17 de septiembre de 1785 por las Reformas borbónicas, con las cuales se buscaba mejorar la administración española sobre las colonias a través de la centralización de las funciones administrativas en el cargo de intendente y con reformas económicas y sociales implementadas por la dinastía de los Borbones al ascender al trono español con Felipe V.
Para ejercer el cargo de primer intendente, la Real Audiencia de Guatemala eligió al licenciado José Ortiz de la Peña que se desempañaba con anterioridad como oidor (un funcionario judicial) de la Real Audiencia de Guatemala, la razón de su elección se debió a que como oidor había estudiado los problemas del cobro de impuesto, de la mano de obra y del cultivo de añil (que era el principal producto producido en el territorio de la intendencia y el principal producto de exportación de la Capitanía General de Guatemala) y por lo tanto se lo consideraba capacitado para estimular el cultivo de añil y a su vez asegurarse de que los hacendado contaran con manos de obra y pagaran impuestos; el licenciado Ortiz ejerció el cargo como gobernador-intendente (lo que implicaba un mando militar) y se encargó de organizar el territorio.
En 1789 fue elegido como gobernador-intendente Francisco Luis Héctor de Carondelet, quien se encargó de estabilidad al territorio, perseguir el contrabando en las costas, combatir la piratería (armando los puertos y lugares estratégicos), trató de reorganizar las milicias, liberar a la agricultura de trabas judiciales, introducir al gusano de seda, solicitar que se levantará el estanco de tabacos, y reorganizar la junta de cosecheros de añil en forma de banco hipotecario, establecer la junta de vacuna, disponer principios de población, proteger a los consumidores, regular los pesos y medidas usados por los vendedores, tratar de regular las venta de tierras de realengas,  establecer escuelas primarias y de artesanías, y además que fundaría la población de Dulce Nombre de María.
En 1791, Carondelet fue reemplazado por José Antonio María de Aguilar, este fue el primer asesor letrado nombrado en ésta intendencia y el primero en ejercer el cargo como corregidor-intendente, el cambio en el título se debió a que el cargo no comprendía un mando militar, ejerciendo el cargo hasta 1793.
En el año de 1794 llegó al golfo de Fonseca el barco El Activo dirigido por el teniente Salvador Meléndez y Bruna (que integraba la expedición náutica y cartográfica de Alejandro Malespina), el cual exploró y mapeó la costa salvadoreña; por otro lado, en su diario apuntó que en los peñascos del extremo suroeste de Meanguera se observaban engarzadas las balas de cañón disparadas por los galeones de la Armada del Sur en 1688.
En 1793 fue nombrado como nuevo corregidor-intendente Ignacio Santiago Ulloa desempeñándose en tales funciones hasta su fallecimiento el 1 de enero de 1798. Tras el fallecimiento del intendente Ulloa, la intendencia estuvo gobernada por intendentes provisionales lo cual permitió a los criollos ejercer diferentes cargos en la intendencia; el primero de estos intendentes provisionales fue José Antonio María de Aguilar quien ocupó por segunda vez ese cargo y ejerció el cargo hasta su fallecimiento acaecido el 15 de septiembre de 1799, siendo sucedido por Bernardo José de Arce (este también fue el padre de Manuel José Arce (primer presidente de Centroamérica) y con él fue también prócer de la independencia centroamericana a través de su participación en los movimientos independentistas que posteriormente sucederían en San Salvador) que estuvo en el cargo hasta 1800.

### Principios delsigloXIX(1800 - 1821)
En 1798 el rey había nombrado a Luis de Arguedas como intendente, pero no pudo tomar posesión debido a problemas de salud; por lo que en el año 1800 la real audiencia guatemalteca designó al tesorero Luis Martínez Navarrete, como intendente interino, y Antonio Isidro Palomo como asesor letrado. En 1801 Navarrete dejó el cargo por motivos de salud, y el ayuntamiento de San Salvador protestó para que fuese el alcalde ordinario de primer voto quien se desempeñase como intendente interino (y no el asesor letrado); lo cual así ocurrió, siendo el primero (en ese año de 1801) Ventura Calera, y sucediéndose en los siguientes años José Rosi y Buenaventura de Viteri; encargándose Antonio Isidro Palomo del cargo en el tiempo que había desde la finalización del período del alcalde ordinario de ese año hasta que el siguiente tomase posesión. Hasta que en 1804 la real audiencia guatemalteca designó como intendente interino a Francisco Vallejo.
En 1804 accedió al cargo de intendente Antonio Gutiérrez y Ulloa (quien sería el primer intendente oficial, nombrado por el rey, desde 1798) el cual escribió el libro Estado general de la Provincia de San Salvador, donde narra la situación en que se encontraban las poblaciones que formaban parte de la intendencia, presentando la información en dos partes siendo la primera publicada en 1807 y la segunda en 1811.

#### Ocupación francesa de España, movimientos independentistas, y Constitución de Cádiz

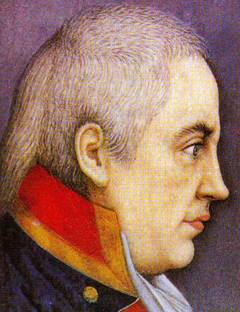
El coronel José Alejandro de Aycinena, quien fue escogido por el ayuntamiento de San Salvador como candidato al sorteo para elegir al miembro de la Junta Suprema Central, y que fue intendente de San Salvador del 3 de diciembre de 1811 al 25 de junio de 1812

En el año de 1808, España fue invadida por las tropas de Napoleón Bonaparte, y la familia real fue puesta en prisión; poco tiempo después se conformó la Junta Suprema Central, para luchar contra los franceses. Esas noticias llegarían a la intendencia en octubre de ese año, por lo que los diferentes autoridades jurarían lealtad al nuevo gobierno; asimismo se ofrecerían donativos voluntarios para costear la guerra contra los franceses.

##### Elección del vocal a la Junta Suprema Central y de diputado a Cortes
El 22 de enero de 1809, la Junta Suprema Central convocaría a los ayuntamientos para que por sorteo eligiesen un candidato, que competiría (junto con los elegidos de los demás ayuntamientos) en un sorteo en la sede de su Real Audiencia, para así designar a un representante ante la junta.
En el ayuntamiento de San Salvador (presidido por los alcaldes ordinarios Gregorio de Castraciones y Ventura Calera), se procedió a elegir entre Vicente de Aycinena (marqués de Aycinena), el coronel José Alejandro de Aycinena, Bernardo José Pavón, y a José Matías Delgado, quedando como ganador el coronel José de Aycinena; mientras que en el de Santa Ana (presidido por los alcaldes José Vicente Vides y José Miguel Cárcamo) se eligió entre el alcalde de segundo voto José Miguel de Cárcamo, el regidor y alférez José Ciriaco Méndez, y el regidor Domingo Figueroa, siendo elegido Figueroa; en el de San Miguel (liderado por José María de Hoyos, y José Manuel Escolán) se sorteó al vicario de esa ciudad Miguel Barroeta, Rafael Barroeta (hermano del anterior) y el vicario de San Vicente Manuel Antonio de Molina, ganando el vicario Miguel Barroeta; y en el de San Vicente (que tenía por alcaldes a José María Cevallos, y a Ramón Quintanilla) se eligió entre el vicario Manuel Antonio de Molina, el marqués de Aycinena, Joaquín Arechavala, y José Cecilio del Valle, siendo elegido este último.
El sorteo final, entre los candidatos de los ayuntamientos, se realizó en Guatemala en noviembre, que fue ganado por Alejandro Ramírez (candidato por los ayuntamientos de Sonsonate, Comayagua y Granada); pero debido a renuncia de este se volvió a realizar el sorteo en marzo de 1810. Asimismo, la renuncia de Valle obligó al ayuntamiento de San Vicente (liderado por los alcaldes ordinarios Manuel Jiménez Basurto y Antonio José Cañas) a hacer un nuevo sorteo en enero entre el vicario Manuel Antonio de Molina, José Matías Delgado, y Jacobo de Villa Urrutia, ganando el vicario Molina. Finalmente en el sorteo definitivo en Guatemala, en el mes de marzo, quedó seleccionado Bernardo Pavón; el cual al final no pudo realizar el viaje, debido a que la Junta Suprema Central fue sustituida por el Consejo de Regencia.
El 14 de febrero de 1810, el Consejo de Regencia ordenaría a los ayuntamientos (que fuesen cabeza de provincia) que por sorteo eligiesen un diputado para las cortes generales, destinadas a hacer la primera constitución española. La noticia de la convocatoria llegaría al reino de Guatemala en el junio del mismo año; por lo que el 26 de junio, teniendo por candidatos a José Matías Delgado, Manuel José Arce, y José Ignacio Ávila, el ayuntamiento de San Salvador escogió a Ávila como diputado; quien viajaría a España en 1811, tomando posesión el 11 de julio de ese año; siendo uno de los diputados que emitieron la Constitución de Cádiz en el 12 de marzo de 1812.

##### Movimientos independentistas y Constitución de Cádiz

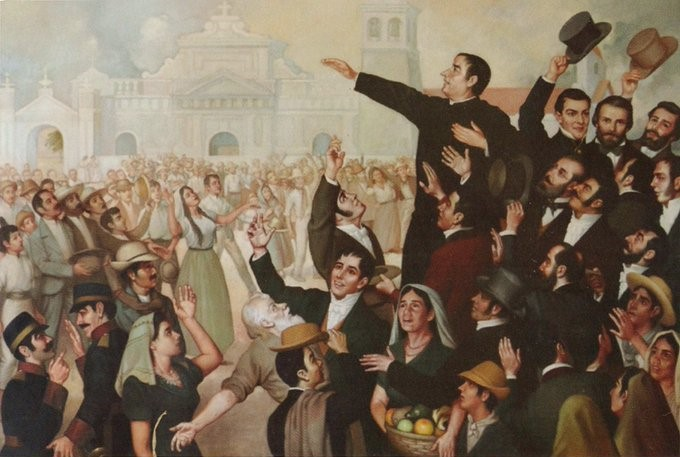
Cuadro de Luis Vergara Ahumada mostrando al presbítero José Matías Delgado animando a la población durante el primer movimiento independentista de 1811

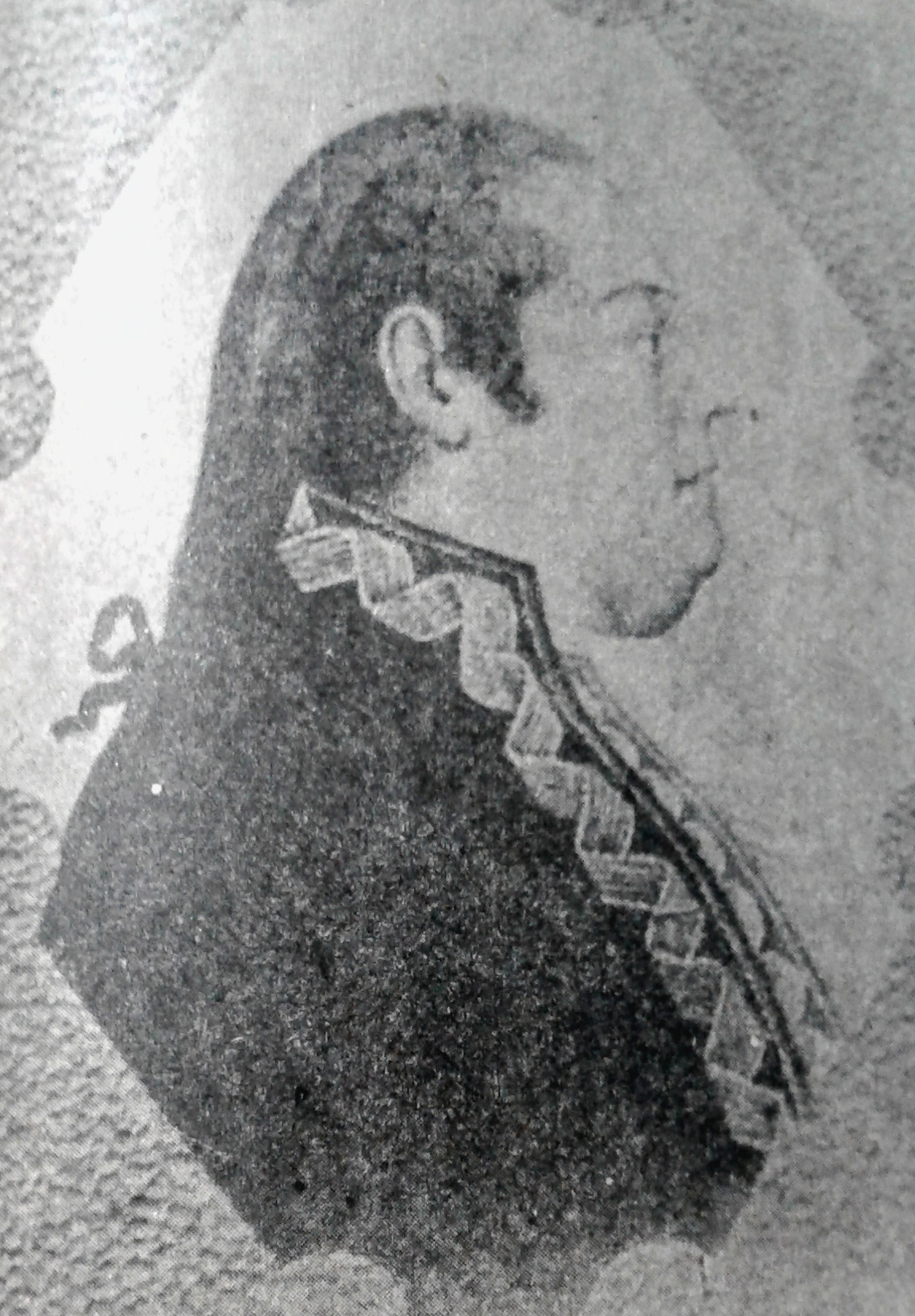
José María Peinado, intendente de San Salvador de 1812 a 1814 y de 1818 a 1819

El 9 de junio de 1810, se instalaría en Ciudad de Guatemala el tribunal de fidelidad, que estaría conformado por el comandante del cuerpo de artillería José Méndez de Quiroga, el oidor Joaquín Bernardo Campusano y el auditor de guerra Joaquín Ibáñez; y que ventilaría todos los casos de sedición contra la Corona española. Este tribunal existiría hasta el 20 de febrero de 1811, y entre sus sentenciados estuvieron Justo Zaldívar y Valentín Porras, provenientes de San Alejo, que fueron encarcelados y sus bienes confiscados en 1810 por promover ideas independentistas.
En el año 1811, ocurriría el primer movimiento independentista, que derrocaría al intendente Antonio Gutiérrez y Ulloa y en su lugar colocaría a José Mariano Batres y Asturias; lo que a su vez provocaría que ocurriesen motines independentistas en otras poblaciones. En diciembre de ese mismo año, el movimiento terminaría con la sofocación de los motines y la rendición de los sublevados en San Salvador tras negociaciones con la comitiva enviada desde Guatemala para pacificar la intendencia y que estaba compuesta por José Alejandro de Aycinena como nuevo intendente, José María Peinado como representante del ayuntamiento guatemalteco y el cura Mariano Vidaurre.
En 1812, José Alejandro de Aycinena dejó el cargo de intendente tras ser electo como Consejero de Estado; en su lugar se nombró a José María Peinado. Durante su mandato, el 16 de septiembre de 1812, llegó el ejemplar de la Constitución de Cádiz a San Salvador, y la celebración por dicho suceso fue llevada a cabo el 8 de octubre. Según dicho texto todas las personas nacidas en los dominios españoles (incluyendo indígenas y mestizos) eran ciudadanos y todas las poblaciones arriba de 1000 habitantes se constituían en municipios con su propio cabildo.
Por decreto de las cortes generales del 23 de mayo, la antigua Capitanía General de Guatemala era dividida (en lo político) en dos provincias (la de Guatemala, y la de Nicaragua y Costa Rica), quedando la intendencia de San Salvador dentro de la de Guatemala, y los Intendentes recibirían en adelante además el título de jefe político.
En 1813 tuvieron lugar las primeras elecciones a cortes quedando elegido como diputado Manuel José Arce, pero no pudo realizar el viaje a España debido a falta de fondos. Asimismo, se realizaron las elecciones para la diputación provincial de Guatemala, quedando electo para San Salvador José Matías Delgado; dicha diputación inició sus sesiones el 2 de septiembre de ese año.
A principios del año de 1814 tuvo lugar el segundo movimiento independentista, el cual no tuvo tanto éxito como el anterior. Asimismo, salió electo como diputado a cortes Miguel de Larreynaga, que no pudo realizar el viaje debido a que el rey Fernando VII decidió volver al estilo de gobierno anterior de 1808.

#### Retorno del absolutismo, y luego restablecimiento de la Constitución de Cádiz

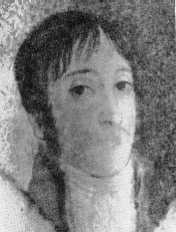
Pedro Barriere, último intendente de San Salvador desde 1819 a 1821

En el 4 de mayo de 1814, la Constitución de Cádiz sería derogada y la monarquía absoluta fue restablecida; y debido a que Peinado había ayudado en la formulación de las instrucciones al diputado en Cortes de Guatemala, sería destituido y el cargo recaería en José Méndez de Quiroga hasta su fallecimiento en 1817, siendo sustituido de forma provisional por el teniente letrado Juan Miguel de Bustamante hasta 1818, cuando fue reemplazado por Simón Gutiérrez; en el mismo año de 1818, se nombraría nuevamente a José María Peinado como intendente, quien ejercería ese cargo hasta su muerte ocurrida en 1819, siendo reemplazado por Pedro Barriere.
En la intendencia así como en el resto de Hispanoamérica, el retorno al absolutismo en 1814 se vio como un retroceso político. Los intelectuales volvieron a temer al tribunal del Santo Oficio y la libertad de imprenta reprimida, los pueblos de indios volvieron a ser obligados a pagar el tributo y los terratenientes de las provincias fueron desilusionados al ver destruida la posibilidad de independizarse del monopolio de los grandes comerciantes.
En el 10 de marzo de 1820, entraría en vigencia nuevamente la constitución de Cádiz, por lo que se reinstalaría la diputación provincial de Guatemala de 1813 (con José Matías Delgado como diputado de San Salvador); y se llevaron a cabo elección de diputados a cortes, para esta ocasión se dividiría a la intendencia en 2 provincias electorales (San Salvador y San Miguel), siendo elegidos José María Álvarez y José Matías Delgado, al final Álvarez quedaría como diputado de toda la intendencia, pero fallecería antes de realizar el viaje a España, siendo sustituido por el regidor de San Salvador Mariano Gómez, que no pudo realizar el viaje por falta de fondos. Más adelante, en los días 19, 20 y 21 de septiembre, se llevaron a cabo las elecciones para diputados de la diputación provincial de Guatemala, para lo que se organizó la intendencia en 2 partidos electorales: San Salvador y San Miguel). Resultando electo nuevamente José Matías Delgado, para el partido electoral de San Salvador; y para San Miguel el presbítero Manuel Antonio de Molina; quedando instalada dicha diputación el 7 de noviembre.
El 8 de mayo de 1821, las cortes españolas emitieron un decreto estableciendo diputaciones provinciales en las intendencias de provincias de ultramar donde no las hayan. Por lo que esta intendencia pasó a ser la Provincia de San Salvador, que el 15 de septiembre, proclamó su independencia junto a toda la Capitanía General de Guatemala, siendo el último intendente colonial Pedro Barriere.

## Gobierno

### Intendente
El monarca español elegía -según recomendaciones del Real Consejo de Indias- a una persona de sexo masculino para que se hiciese cargo del gobierno como intendente. En principio como intendente gobernador y luego como intendente corregidor, al considerar que el cargo no tenía un objetivo militar; luego del movimiento independentista de 1814 el título volvería a ser el de intendente gobernador. Por lo general eran electos para un período de 5 años y contaban con un salario de 4000 pesos anuales.
Cada uno de ellos era originario de España, por lo que tenían que llevar a cabo el viaje a América (que se tomaba alrededor de 5 meses), tras lo cual se presentaban en la sede de la real audiencia guatemalteca donde pagaban la media anata (dinero que servía para el juicio de residencia al final del período para el que habían sido designados, a todos los funcionarios se les llevaba a dicho juicio para que se investigase como fue dicha gestión y pudiese darse por enterrado el monarca y el real consejo de Indias de como se habían desempeñado los funcionarios), luego de ello se le hacía juramento de toma de posesión y se le enviaba a la cabecera de la intendencia, en donde se presentaba ante el cabildo para tomar posesión de su cargo.
Sus facultades, según la ordenanza de intendentes de la Nueva España de 1786 (que era la base legal de esta intendencia), venían estipuladas en las llamadas cuatro causas, que eran las de: hacienda, justicia, guerra y policía. De ellas la de hacienda fue la causa primordial para el establecimiento de las intendencias, cuya finalidad era la de tener una mejor administración de las cajas reales; las causas de justicia y guerra hacían referencia a las funciones judiciales y de gobierno que desempeñaban con anterioridad los alcaldes mayores; y la de policía se refería al impulso del progreso de la provincia.
Entre sus funciones estaba el de: presidir el cabildo de la capital; repartir tierras realengas con aprobación de la Junta Superior de Hacienda (que presidida por el presidente-gobernador y capitán general de Guatemala, en calidad de superintendente de Hacienda, era la máxima autoridad en términos de justicia, hacienda, asuntos de ejército, finanzas, etc.); visitar cada año personalmente todas las poblaciones; mandar a formar mapas de su jurisdicción; fomentar la industria, agricultura, comercio, construcción y reconstrucción de puentes, iglesias y carreteras; velar para que los justicias de los pueblos mantuviesen a sus poblaciones con ornato y salubridad; velar por la erradicación de ociosos; velar por la eficaz recaudación de tributos en los pueblos de indios; confirmar a los nuevos alcaldes de los ayuntamientos y cabildos de indios; aprovisionar a las tropas; y, en materia de justicia, ejercer como jueces de segunda instancia (dando apelación en una sentencia ya dada) contando con la primera apelación (siendo la segunda la Real Audiencia de Guatemala), y ejercer la primera instancia en casos de hacienda y guerra.
Una de las funciones que, según la ordenanza de intendentes de 1786, debía tener y no pudo ejercer fue la del vicepatronato (potestad para autorizar a los líderes religiosos); esto debido a oposición del arzobispado de Guatemala, para así evitar la conformación de un obispado en San Salvador, y la consiguiente pérdida de los diezmos (impuestos al 10 por ciento a los productos producidos, que iban a parar a la sede de la diócesis y arquidiócesis.

### Funcionarios gubernamentales
Para ayudarlo en sus funciones administrativas y judiciales, el intendente contaba con un teniente letrado y asesor ordinario; él cual era un jurista que representaba al intendente, le asesoraba en materia de derecho, y que desempeñaba las funciones de juez de primera instancia; y que en caso de faltar el intendente era quien se hacía cargo del gobierno. Estos en principio eran abogados peninsulares, pero paulatinamente también hubo abogados criollos ocupando ese puesto. Desde 1786 a 1821 fueron asesores letrados de la intendencia José Antonio María de Aguilar, Antonio Isidro Palomo, Juan Miguel de Bustamante, Isidro Marín, y Pedro Barriere.
En lo que respecta a la Real Hacienda, había dos ministros encargados de las cajas reales que transmitían las órdenes y dictámenes del intendente en lo que respecta a este tema. Además de ellos, estaban: las administraciones de alcabalas y Barlovento, que constaban de un respectivo jefe, in interventor, un supervisor o vista, un oficial, un escribano, un guarda mayor de la renta, seis guarda volantes, doce receptorías y catorce comisarías en los distritos o partidos; el promotor del Real Fisco, que era un jurista que representaba los intereses de la corona ante cualquier litigio; cuatro escribanos; un oficial de hipotecas; cuatro oficiales procuradores; las administraciones de los monopolios de correos, tabaco, pólvora, y naipes; la Junta de Gobierno (compuesta por el intendente, el tesorero y contador de las cajas reales; en la que participaban los administradores de los monopolios antes dicha), que se reunía una vez por semana para coordinar la administración financiera y atender los problemas fiscales; y la Junta de la Real Hacienda (que estaba integrada por el intendente, asesor letrado, administradores de las cajas reales, y el promotor fiscal), que se reunía ocasionalmente para tratar asuntos sobre cobros de impuestos y cuyas consultas eran enviadas a la Junta Superior de Hacienda.
Otras instituciones eran: la diputación consular, dependiente del Consulado de Comercio; el defensor de obras pías; la junta municipal (una por cada ayuntamiento), con la que se buscaba mejorar la fiscalización de bienes de las ciudades y villas, y que contaba con su propio mayordomo de arbitrios; la junta de vacunas; la junta de consolidación; y la dirección del Montepío de cosecheros de añil, encargada de brindarle créditos a los productores de ese producto, cuya Junta General (que estaba presidida por el intendente) se oficiaba con representaciones de los distritos o partidos, los ayuntamientos, y cosecheros, y cuya dirección estaba compuesta por un director, un tesorero, un contador, un secretario y un escribano.
En un principio la comandancia de la milicia quedaba en manos del intendente gobernador; pero, al cambiar el título a intendente corregidor se nombraría a un funcionario en Guatemala como comandante, siendo el último el coronel José Rosi (comandante de las milicias de 1806 a 1821).

### Subdelegados y tenientes subdelegados
Para la mejor administración del territorio, el intendente nombraba subdelegados de la Real hacienda y tenientes subdelegados en las diferentes entidades en que se dividía el territorio. Los tenientes subdelegados tenían atribuidas las 4 causas de su distrito (justicia, policía, hacienda y guerra) o en caso de que la cabecera de su distrito contara con ayuntamiento solo conocían dos causas (justicia y policía) mientras que los alcaldes ordinarios se encargaban de las otras dos causas; por otro lado los subdelegados solo conocían dos causas (hacienda y guerra, solo en tenencias que no contaran con teniente de subdelegado o alcaldes podían ejercer las otras dos causas).
Tanto los subdelegados como los tenientes subdelegados tenían que ser españoles (peninsulares o criollos), no podían ser elegibles los oficiales reales o los alcaldes ordinarios, y su período de duración sería de 5 años. Se les encargaba inspeccionar las finanzas de sus jurisdicciones y tener una estrecha correspondencia con el intendente, e iban a juicio de residencia al finalizar su cargo (al igual que el intendente y demás oficiales reales). Se les prohibía repartir mercancía y tener un negocio.

### Gobiernos locales
La función y organización de las poblaciones con ayuntamiento continuaba siendo la misma que en anterior alcaldía mayor. Además de ello, estás instituciones serían impulsadoras de las economía, para lo que propondrían medidas en pleno; siendo los regidores los encargados de implementarlas.
Los puestos de regidor en el ayuntamiento continuaban siendo vendibles y dados en pública subasta; y para principios del siglo XIX estos costaban 300 pesos los sencillos y 600 pesos los dobles en San Miguel y San Vicente, mientras que en San Salvador costaban 400 los sencillos y 800 los dobles.
Los ayuntamientos, como ya lo hacían en el tiempo de la alcaldía mayor, nombraban alcaldes de la santa hermandad -que paulatinamente serían designados como alcaldes pedáneos en los documentos- para que impartieran justicia en el área rural (pueblos, haciendas, valles o aldeas, sitios, etc.) Mientras que las poblaciones o barrios de indígenas o ladinos (mestizos, afrodescendientes e indígenas castellanizados y españoles pobres) podían tener sus propias autoridades respectivas (alcaldes, síndico, etc.) como en la anterior alcaldía mayor.
Debido al aumento de la población española, el intendente de San Salvador (según la facultad que le concedía el artículo 40 de la ordenanza de intendentes) podía designar dos alcaldes locales, con jurisdicción civil ordinaria, en aquellas poblaciones con muchos habitantes españoles; lo que supondría para los ayuntamientos españoles tradicionales (San Salvador, San Vicente y San Miguel) el comienzo de la pérdida de jurisdicción en el territorio de sus antiguas provincias.
Aunque los cabildos de indios continuaban teniendo las mismas funciones y organizaciones que en la anterior alcaldía mayor, estos tendrían una función económica importante debido a su recurso humano y agrícola. De hecho, se exigió que los miembros del cabildo tuvieran aplicación a la agricultura e industria.

### Cambios durante la vigencia de la Constitución española de 1812

#### Intendente como jefe político subalterno
En el primer (entre 1812 y 1814) y segundo (entre 1820 y 1821) período constitucional, debido a la entrada en vigencia de la constitución de Cádiz, y al quedar la intendencia dentro de la provincia de Guatemala, el intendente recibiría además el título de jefe político subalterno. Mientras que los subdelegados y tenientes de subdelegado no tendrían ningún cambio y seguirían ejerciendo las mismas funciones hasta que no se instalasen los jueces de letras (según lo dictado en la Constitución), lo que no se daría en el tiempo en que existió está intendencia.
Al ser jefe político subalterno, el intendente, según la instrucción del 23 de junio de 1813, se encargaría de: presidir el ayuntamiento (sin voto excepto en caso de empate en una votación) de la cabecera de la intendencia; ser el conducto por el que el jefe político superior (de Guatemala) comunicaría las leyes que se publicaría en el territorio, cuidando su observancia; así como sería el conducto por donde se entenderían los ayuntamientos de su territorio con el jefe político superior y la diputación provincial; además debía de mantener el orden y tranquilidad en los pueblos de su jurisdicción; remitir las cuentas de los pueblos de su territorio a la contaduría de propios y arbitrios de la provincia; y no podía emprender ninguna obra pública sin el consentimiento del jefe político superior.

#### Ayuntamientos constitucionales
Con la constitución, las poblaciones con suficientes cantidad de habitantes contarían con un ayuntamiento constitucional, cuyos miembros eran electos cada año (cambiándose cada año los alcaldes, y la mitad de los regidores y procuradores síndicos); celebrándose las elecciones en el mes de diciembre, para que sus miembros tomasen posesión el primero de enero. Como se dijo anteriormente, aquel ubicado en San Salvador era presidido por el intendente como jefe político subalterno. Por otro lado, sus miembros podían ser de todas las clases sociales y castas (los antiguos cabildos de indios, ladino y de barrios fueron extintos -sobre todo en el segundo período constitucional- y sustituidos por esta nueva jurisdicción, donde todos podían ser parte); y también podían ser elegidos como diputados o para integrar la diputación provincial.
En las localidades cuya población iba de 1000 habitantes en adelante tendrían su propio ayuntamiento o cabildo conformado por dos alcaldes, 8 a 12 regidores y un procurador; mientras que los pueblos con una población entre 1000 y 100 habitantes serían liderados por un alcalde, 2 a 6 regidores y un procurador.
Para ser miembro de los ayuntamientos había que: ser ciudadano en el pleno ejercicio de sus derechos; tener como mínimo 25 años de edad; tener como mínimo 5 años de estar avecindado en la población; no ser empleado público de nombramiento del rey (o del gobierno central vigente) a excepción de los militares; y no podían dejar los cargos sin causa legal. Los miembros del ayuntamiento no podían volver a ejercer un cargo en este hasta pasado 2 años.
Aquellos pueblos con población de 1000 habitantes en adelante tendrían su propio ayuntamiento o cabildo conformado por dos alcaldes, 8 a 12 regidores y un procurador; mientras que los pueblos con una población entre 1000 y 100 habitantes serían liderados por un alcalde, 2 a 6 regidores y un procurador; a su vez durante ese tiempo el alcalde o alcalde de primer voto también serían jefes de distritos (sustituyendo a los tenientes subdelegados). Sin embargo, la restauración del absolutismo en 1814 revirtiría dicha medida, hasta que se restablecería en 1820 con el retorno de la constitución.
Según la instrucción de 1813, los ayuntamientos constitucionales eran los encargados de: supervisar la reparación de las calles y puentes, la limpieza de las plazas, funcionamiento de los mercados y alumbrado, y el abastecimiento de alimentos; promover y supervisar la formación de juntas de sanidad y hospitales; el mantenimiento de los montes y plantíos del común; tomar medidas para asegurar y proteger a las personas y sus bienes; administrar los fondos de propios y arbitrios; recaudar las contribuciones; mantener las escuelas; promover la agricultura, el comercio y la industria; cuidar los alojamientos y suministros de las tropas; además darían una información constante al jefe político superior, enviándole cada tres meses información detallada de los habitantes de la provincia (así como de las epidemias, estado de salud, irregularidades en los hospitales, y sobre las obras públicas y renovación anual de sus miembros); y tenían que entenderse con el jefe político superior para la administración de almacenes de granos, solicitar cantidades adicionales de fondos y arbitrios, para rendirle cuentas anuales de la administración local, y para el alojamiento y suministro de las tropas. Por otro lado, si en un dado caso molestaban a los vecinos, estos podían acudir al jefe político superior, quien (luego de escuchar a la diputación provincial) procedería a sancionar al ayuntamiento si lo tuviese por conveniente.
Serían los encargados de llevar la justicia civil y ordinaria en casos de primera instancia en aquellas poblaciones donde no residiese un subdelegado o teniente de subdelegado; está función, que antes recaía en los alcaldes ordinarios, según la Constitución tendría que ser llevada por los jueces de letras, pero como éstos no se instalaron fueron los ayuntamientos quienes lo ejercieron. Además, tenían que administrarían justicia a cualquier pleito entre demandante y demandado (como juzgados de paz).

#### Diputados
Durante ambos períodos constitucionales, se llevarían a cabo elecciones para escoger diputado para las Cortés generales en España; siendo el presbítero José Ignacio Ávila, el único que logró realizar dicho viaje, y el único que fue designado por el ayuntamiento de San Salvador (ya que fue elegido, en 1810, para ser parte de las cortes generales que redactarían la constitución española de 1812). En 1813 fue electo Manuel José Arce; en 1814, Miguel de Larreynaga; y en 1820 -en el segundo período constitucional- lo serían los presbíteros José María Álvarez (quien fallecería y sería sustituido por Mariano Gómez) y José Matías Delgado, por San Salvador y San Miguel respectivamente; ninguno de ellos lograría formar parte de las cortes generales.
Para ser diputado, según la Constitución de 1812, había que: ser mayor de 25 años; haber nacido en la provincia o estar avecindado en ella por más de siete años; tener una renta anual proporcionada que proviniese de sus propios bienes. Además de ello, el diputado, podía pertenecer al estado seglar o eclesiástico regular.

#### Vocales a la diputación provincial de Guatemala
Como miembros vocales a la diputación provincial de Guatemala (que se encargaría de impulsar la economía y progreso de la provincia), en la intendencia serían electos: los presbíteros José Matías Delgado y Manuel Antonio de Molina, el primero en los dos periodos constitucionales  (en 1813 por toda la intendencia y en 1820 por el partido electoral de San Salvador) y el segundo en el segundo período constitucional (por el partido electoral de San Miguel) que precedió a la independencia y a que la intendencia se volviese provincia.
Según la Constitución española de 1812, para ser vocal de la diputación provincial se debía: tener más de 25 años, haber nacido o estar avecindado en la provincia al menos por 7 años, estar en el ejercicio de sus derechos, y con lo suficiente para mantenerse con decencia.

#### Elecciones
Las elecciones, según lo estipulado en la Constitución de 1812, eran indirectas, realizándose en un sistema de grados que estaba conformado por las juntas de parroquia, de partido y de provincia.
Para la elección de diputados a cortes generales y vocal de la diputación provincial, los ciudadanos se reunían en su respectiva parroquia, donde en conjunto conformarían la junta parroquial y procederían a elegir (a voz alzada) a los compromisarios, cuyo número variaba dependiendo en la población (pudiendo llegar a 31 en las más pobladas); ellos se reunirían en un lugar separado para escoger en escrutinio secreto de 1 a 3 o más (dependiendo de la cantidad de vecinos) electores parroquiales. Estos, después se reunirían en las casas consistoriales de las cabeceras de los partidos electorales (en la intendencia había dos, el de San Salvador y el de San Miguel); conformarían las juntas de partido, que era presidido generalmente por la máxima autoridad del lugar; elegirían por escrutinio secreto y mediante cédulas al o a los electores de partido. Finalmente, éstos irían a la capital de la intendencia; formarían la junta provincial, presidida por el jefe político subalterno; y votarían, escribiendo en una lista a la persona que apoyaban; aquel que hubiese recibido la mitad más uno de los votos sería elegido como diputado, y de igual modo escogerían a un suplente; y un día después escogerían al vocal a la diputación provincial.
En el caso de los ayuntamientos constitucionales, la elección era en principio similar, con la diferencia en que eran los ciudadanos (en la junta parroquial) quienes elegían a los electores parroquiales, ya sea escribiendo su nombre en cédulas o papeles, o acercándose a la mesa de la junta para decirle al secretario a quienes apoyaban (anotándolos el secretario en presencia del votante). Al día siguiente, se reunían los electores de parroquia, formaban una junta (junto con quien presidía la junta parroquial), y escogerían secretamente mediante cédulas a los miembros del ayuntamiento.

## División Administrativa

Subdelegaciones o partidos de la Intendencia de San Salvador.

Tenencias o Distritos de la Intendencia de San Salvador

El territorio de la Intendencia de San Salvador fue organizado en subdelegaciones o partidos subdivididas en tenencias (también llamadas distritos o partidos, está última forma de denominarlos no debe confundirse con los verdaderos partidos antes dichos) compuestos por varios pueblos que se encontraban en la jurisdicción municipal de las poblaciones con cabildo o ayuntamiento: San Salvador, San Vicente, San Miguel y Santa Ana (está última desde 1806).
En total está intendencia se dividía en 4 subdelegaciones, 17 tenencias y unos 127 pueblos. Las provincias y los tenencias que la conformaban eran:
- Subdelegación de Santa Ana: conformada por los tenencias de Santa Ana y Metapán.
- Subdelegación de San Salvador: integrada por los tenencias de San Salvador, Opico, Tejutla, Chalatenango, Cojutepeque y Sensuntepeque.
- Subdelegación de San Vicente: formada por los tenencias de Olocuilta, Zacatecoluca y San Vicente.
- Subdelegación de San Miguel: conformada por los tenencias de San Miguel, Usulután, Gotera y San Alejo.[27]

La subdelegación de San Salvador era administrado por el propio intendente, mientras que en las otras subdelegaciones se nombraba para su administración a un subdelegado de la real hacienda; por otro lado, cada tenencia era liderada por un teniente subdelegado o por alcaldes ordinarios cuando era sede de un ayuntamiento, la excepción a está regla era la tenencia de Metapán (que era administrado por alcaldes nombrados por el intendente, debido a la riqueza de sus canteras, está situación persistió hasta 1810 cuando se le nombró un teniente subdelegado), otras excepciones a la regla eran las tenencias de Zacatecoluca y Chalatenango, en las cuales se nombraba para su administración a un subdelegado de la real hacienda. En total, las tenencias que eran lideradas por un teniente subdelegado (además de Metapán, desde 1810) eran: Cojutepeque, Olocuilta, Usulután, Gotera, San Alejo, Sensuntepeque, Opico, Tejutla; mientras que las tenencias que eran administrados por sus alcaldes (además de Metapán antes de 1810) eran: San Salvador, San Vicente, San Miguel (estás cuatro por sus respectivos alcaldes ordinarios) y Santa Ana (está última desde 1806 contaría con su propio ayuntamiento presidido por alcaldes ordinarios).